# Parti du front national albanais
 (mars 2018).
Si vous disposez d'ouvrages ou d'articles de référence ou si vous connaissez des sites web de qualité traitant du thème abordé ici, merci de compléter l'article en donnant les références utiles à sa vérifiabilité et en les liant à la section « Notes et références ».
Pour les autres articles nationaux ou selon les autres juridictions, voir Front national.
Pour les articles homonymes, voir Shqiptar.
Parti du front national albanais (en albanais : Partia Balli Kombëtar Shqiptar, abrégé PBK) est un parti politique nationaliste de droite radicale en Albanie. Héritier du mouvement historique Balli Kombëtar, le PBK défend une ligne anticommuniste et soutient la création d’une Grande Albanie.

## Histoire
Le PBK a été fondé le 23 décembre 1989 à Tirana par Abas Ermenji, ancien membre actif du Balli Kombëtar durant la Seconde Guerre mondiale. Opposé à la dictature communiste d’Enver Hoxha, Ermenji avait vécu en exil en France, où il avait milité pour la cause nationale albanaise.
Le parti a été légalisé après la chute du régime communiste en 1991. Il se présente comme le continuateur politique du Balli Kombëtar et promeut les valeurs du nationalisme, de la souveraineté et de l’unité nationale albanaise.

## Organisation
Le président actuel du parti est Adriatik Alimadhi, tandis que le secrétaire général est Arben Hoxha. Le PBK possède des branches au Kosovo et en Macédoine du Nord, notamment à Pristina et Tetovo. Il collabore avec d'autres partis à travers la région dans le cadre de l’Alliance pour une Grande Albanie.

## Idéologie
Le Parti du front national albanais se positionne clairement comme un parti nationaliste, conservateur et anticommuniste. Il milite pour l'unification de tous les territoires historiquement peuplés d’Albanais — incluant le Kosovo, la vallée de Preševo, une partie de la Macédoine du Nord, le Monténégro et la région Çamëria en Grèce — dans une seule entité nationale : la Grande Albanie.

## Résultats électoraux
En 2001, le PBK rejoint la coalition Union pour la Victoire (Bashkimi për Fitoren), qui obtient 37,1 % des voix et 46 sièges à l’Assemblée nationale.
Lors des élections législatives albanaises de 2021, le parti recueille 1 946 voix, soit 0,12 % des suffrages exprimés, n’obtenant aucun siège.